# SB-649,868
SB-649,868 je antagonist oreksinskog receptora u razvoju od strane kompanije GlaksoSmitKlajn.  Ovaj lek je u fazi 2 kliničkih ispitivanja za poremećaje spavanja.
Ovaj lek je sličan ACT-078573, koji je razio Aktelion. GlaksoSmitKlajn je prekinuo dalja klinička ispitivanja almoreksanta zbog nuspojava.

## Spoljašnje veze
|  | Molimo Vas, obratite pažnju na važno upozorenje u vezi sa temama iz oblasti medicine (zdravlja). |